# Neumarkt in der Oberpfalz járás
Neumarkt in der Oberpfalz járás egy járás Bajorországban. Neumarkt in der Oberpfalz járás Amberg-Sulzbach, Schwandorf, Regensburg, Kelheim, Eichstätt, Nürnberger Land és Roth járásokkal határos. Lakosainak száma 105 346 fő (1987. május 25.).

## Népesség
A járás népessége az elmúlt években az alábbi módon változott:
| Lakosok száma | 33 194 | 25 305 | 27 403 | 36 205 | 92 691 | 127 145 | 127 826 | 130 385 | 131 662 | 133 561 |
|               | 1871   | 1900   | 1925   | 1961   | 1970   | 2012    | 2013    | 2015    | 2016    | 2019    |